# 合肥市第十一中学
合肥市第十一中学（简称合肥十一中）是中华人民共和国安徽省合肥市一所始创于1958年的市属完全中学，同时也是安徽省示范性普通高中，安徽省绿色学校，属于合肥六中教育集团（瑶海分校）。
合肥十一中全校共有54个班级，学生约3000人，教职员工140名，其中包括高级教师62名、中级教师68名、语文特级教师4人，数学特级教师3人，地理特级教师4人。

## 知名校友
杜志强：在第二届全国青年运动会男子田径400米决赛成功打破少年组记录，并与上海交通大学完成签约
桂如意：中国田径运动员，效力于安徽队，2023年全国田径大奖赛第一站，女子800米决赛，安徽选手桂如意（2:08.30）获得第二名。并于2023考取北京体育大学 （页面存档备份，存于）